# Knoten Schwechat
Het Knoten Schwechat is een snelwegknooppunt in de Oostenrijkse deelstaat Neder-Oostenrijk. Op dit knooppunt bij de stad Schwechat sluit de S1 aan op de A4.

## Bouwvorm
Het knooppunt is een trompetknooppunt.